# Kenneth Pitzer
Kenneth Sanborn Pitzer (6 janvier 1914 – 26 décembre 1997) est un chimiste américain, professeur et président d'université. Il a été décrit comme « l'un des chimistes les plus influents de sa génération », dont les travaux « ont couvert presque tous les domaines importants de la chimie physique : thermodynamique, mécanique statistique, structure moléculaire, mécanique quantique, spectroscopie, liaisons chimiques, effets chimiques relativistes, propriétés des solutions électrolytiques concentrées, cinétique et analyse conformationnelle. »

## Biographie
Kenneth Pitzer a reçu son Bachelor of science en 1935 au California Institute of Technology, et son doctorat à l'université de Californie à Berkeley en 1937. Une fois diplômé, il est nommé à la faculté de chimie de cette même université, puis y devient professeur. De 1951 à 1960 il est le doyen du collègue de chimie de l'université.
De 1961 à 1968 il est le troisième président de l'université Rice et de 1969 à 1971 il est le sixième président de l'université Stanford. Son mandat à Stanford est marqué par des manifestations étudiantes. Épuisé par les confrontations, il annonce sa démission en 1970 après 19 mois en place. Il retourne à l'université de Californie à Berkeley en 1971. Il prend sa retraite en 1984, mais continue ses recherches jusqu'à sa mort.
Il est directeur de recherche pour la commission de l'énergie atomique de 1949 à 1951 et membre de l'Académie nationale des sciences.
Comme scientifique il est connu pour ses travaux sur les propriétés thermodynamiques des molécules,,. Il était encore étudiant lorsqu'il a découvert que les molécules d'hydrocarbures ne pivotent pas librement autour de leurs liaisons C-C. Il existe de fait une barrière à la rotation interne, une découverte importante qui a changé les perspectives d'études des propriétés thermodynamiques des hydrocarbures. Une partie de ses travaux a mené aux équations de Pitzer décrivant le comportement d'ions dissouts dans l'eau.
Son père, Russel K. Pitzer, a fondé le Pitzer College, l'une des sept écoles de Claremont, en Californie. Son fils, Russell M. Pitzer, est également chimiste et travaille à la faculté de l'université d'État de l'Ohio.
Au cours de l'Audition de sécurité de J. Robert Oppenheimer qui a conduit à la révocation de son habilitation de sécurité, Kenneth Pitzer a témoigné de différences d'opinion avec Oppenheimer au sujet du développement des armes thermonucléaires.

## Récompenses
Au cours de sa longue carrière il a reçu de nombreuses récompenses, notamment la National Medal of Science et la médaille Priestley.

## Livres
- Rossini, Frederick D. ; Pitzer, Kenneth S. ; Arnett, Raymond L. ; Braun, Rita M. ; Pimentel, George C. (1953), Selected Values of Physical and Thermodynamic Properties of Hydrocarbons and Related Compounds: Comprising the Tables of the American Petroleum Institure Research Project 44 Extant as of December 31, 1952, Pittsburgh, Carnegie Press.
- Pitzer, Kenneth S. (1953), Quantum Chemistry, New York, Prentice-Hall.
- Pitzer, Kenneth S. (1995), Thermodynamics, 3e éd., New York, McGraw-Hill  (ISBN 0-07-050221-8). Avec remerciements envers Gilbert Newton Lewis et Merle Randall, auteurs de la première édition, et à Leo Brewer, co-auteur de la deuxième édition.